# Neomelicharia centralis
Neomelicharia centralis är en insektsart som först beskrevs av Melichar 1902.  Neomelicharia centralis ingår i släktet Neomelicharia och familjen Flatidae. Inga underarter finns listade i Catalogue of Life.